# Don Delaney
Don Delaney (South Euclid, 3 gennaio 1936 – Mayfield Heights, 16 febbraio 2011) è stato un allenatore di pallacanestro e dirigente sportivo statunitense, professionista nella NBA.